# 2001-es Formula–1 magyar nagydíj
A 2001-es Formula–1 világbajnokság tizenharmadik futama a magyar nagydíj volt.

## Futam
|    | Rsz. | Versenyző             | Csapat           | Körök | Idő/Kiesések | Start | Pontok |
| -- | ---- | --------------------- | ---------------- | ----- | ------------ | ----- | ------ |
| 1  | 1    | Michael Schumacher    | Ferrari          | 77    | 1:41:49.675  | 1     | 10     |
| 2  | 2    | Rubens Barrichello    | Ferrari          | 77    | +3.363       | 3     | 6      |
| 3  | 4    | David Coulthard       | McLaren-Mercedes | 77    | +3.940       | 2     | 4      |
| 4  | 5    | Ralf Schumacher       | Williams-BMW     | 77    | +49.687      | 4     | 3      |
| 5  | 3    | Mika Häkkinen         | McLaren-Mercedes | 77    | +1:10.293    | 6     | 2      |
| 6  | 16   | Nick Heidfeld         | Sauber-Petronas  | 76    | +1 Kör       | 7     | 1      |
| 7  | 17   | Kimi Räikkönen        | Sauber-Petronas  | 76    | +1 Kör       | 9     |        |
| 8  | 6    | Juan Pablo Montoya    | Williams-BMW     | 76    | +1 Kör       | 8     |        |
| 9  | 10   | Jacques Villeneuve    | BAR-Honda        | 75    | +2 Kör       | 10    |        |
| 10 | 12   | Jean Alesi            | Jordan-Honda     | 75    | +2 Kör       | 12    |        |
| 11 | 19   | Pedro de la Rosa      | Jaguar-Cosworth  | 75    | +2 Kör       | 13    |        |
| 12 | 14   | Jos Verstappen        | Arrows-Asiatech  | 74    | +3 Kör       | 21    |        |
| Ki | 7    | Giancarlo Fisichella  | Benetton-Renault | 67    | Motor        | 15    |        |
| Ki | 22   | Heinz-Harald Frentzen | Prost-Acer       | 63    | Kicsúszás    | 16    |        |
| Ki | 20   | Tarso Marques         | Minardi-European | 63    | Olajnyomás   | 22    |        |
| Ki | 9    | Olivier Panis         | BAR-Honda        | 58    | Elektronika  | 11    |        |
| Ki | 11   | Jarno Trulli          | Jordan-Honda     | 53    | Hidraulika   | 5     |        |
| Ki | 21   | Fernando Alonso       | Minardi-European | 37    | Fékek        | 18    |        |
| Ki | 8    | Jenson Button         | Benetton-Renault | 34    | Kicsúszás    | 17    |        |
| Ki | 15   | Enrique Bernoldi      | Arrows-Asiatech  | 11    | Kicsúszás    | 20    |        |
| Ki | 23   | Luciano Burti         | Prost-Acer       | 8     | Kicsúszás    | 19    |        |
| Ki | 18   | Eddie Irvine          | Jaguar-Cosworth  | 0     | Kicsúszás    | 14    |        |

## A világbajnokság élmezőnyének állása a verseny után
| H  | Versenyzők         | Pont | H  | Konstruktőrök    | Pont |
| -- | ------------------ | ---- | -- | ---------------- | ---- |
| 1. | Michael Schumacher | 94   | 1. | Ferrari          | 140  |
| 2. | David Coulthard    | 51   | 2. | McLaren-Mercedes | 72   |
| 3. | Rubens Barrichello | 46   | 3. | Williams-BMW     | 59   |
| 4. | Ralf Schumacher    | 44   | 4. | Sauber-Petronas  | 20   |
| 5. | Mika Häkkinen      | 21   | 5. | BAR-Honda        | 16   |

## Statisztikák
Vezető helyen:
- Michael Schumacher: 71 (1-28 / 33-52 / 55-77)
- Rubens Barrichello: 2 (29-30)
- David Coulthard: 4 (31-32 / 53-54)

Michael Schumacher 51. győzelme, 41. pole-pozíciója, Mika Häkkinen 25. leggyorsabb köre.
- Ferrari 142. győzelme.

Michael Schumacher beállította 51-ik győzelmével Alain Prost 1993-as rekordját.
Michael Schumacher 4. Világbajnoki címe